# Quinto Verânio
Quinto Verânio (em latim: Quintus Veranius) foi um general romano que acompanhou Germânico como "comes" ("companheiro") em sua viagem ao oriente e foi o primeiro governador da província da Capadócia em 18. Viu-se envolvido no processo contra o governador de Síria, Cneu Calpúrnio Pisão, acusado de envenenar Germânico. Como prêmio, o imperador Tibério admitiu-o no colégio dos pontífices.